# Du Già
Du Già là một xã thuộc tỉnh Tuyên Quang, Việt Nam.

## Địa lý
Xã Du Già có vị trí địa lý:
- Phía đông giáp xã Du Tiến
- Phía tây giáp huyện Vị Xuyên
- Phía nam giáp huyện Bắc Mê
- Phía bắc giáp xã Đường Thượng và xã Lũng Hồ.

Xã Du Già có diện tích 69,24 km², dân số năm 2019 là 8.424 người, mật độ dân số đạt 122 người/km².

## Hành chính
Xã Du Già được chia thành 14 thôn: Cốc Pảng, Nà Liên, Làng Khác A, Làng Khác B, Thâm Luông, Giàng Trù A, Giàng Trù B, Giàng Trù C, Giàng Trù D, Khau Đáy, Ngài Sảng A, Khau Ria, Lũng Dầm, Ngài Sảng B.

## Lịch sử
Trước đây, Du Già là một xã thuộc huyện Đồng Văn.
Ngày 15 tháng 12 năm 1962, Hội đồng Chính phủ ban hành Quyết định số 211-CP về việc thành lập huyện Yên Minh trên cơ sở tách xã Du Già thuộc huyện Đồng Văn.
Ngày 29 tháng 1 năm 1997, Chính phủ có Nghị định số 8/CP về việc thành lập xã Du Tiến trên cơ sở 5.815,3 ha diện tích tự nhiên và 2.223 nhân khẩu của xã Du Già.
Sau khi điều chỉnh địa giới hành chính xã Du Già còn lại 6.783,7 ha diện tích tự nhiên và 3.562 nhân khẩu.